# Asahi Uenaka
Asahi Uenaka (jap. 植中 朝日, Uenaka Asahi; * 1. November 2001 in der Präfektur Fukuoka) ist ein japanischer Fußballspieler.

## Karriere
Asahi Uenaka erlernte das Fußballspielen in der Jugendmannschaft des Kokuraminami FC sowie in der JFA Academy Fukushima. Seinen ersten Profivertrag unterschrieb er 2020 bei V-Varen Nagasaki. Der Verein aus Nagasaki spielte in der zweiten japanischen Liga, der J2 League. Sein Zweitligadebüt gab er am 2. September 2020 im Auswärtsspiel gegen Albirex Niigata. Hier wurde er in der 88. Minute für den Kolumbianer Víctor Ibarbo eingewechselt. Nach insgesamt 49 Ligaspielen und 15 geschossenen Toren wechselte er im Januar 2023 zum Erstligisten Yokohama F. Marinos. Am 11. Februar 2023 gewann er mit den Marinos den Supercup. Das Spiel gegen den Pokalsieger Ventforet Kofu wurde mit 2:1 gewonnen. Am Ende der Saison 2023 feierte er mit den Marinos die Vizemeisterschaft.

## Erfolge
Yokohama F. Marinos
- Japanischer Supercup-Sieger: 2023
- Japanischer Vizemeister: 2023